# Локалита Коста Селвађа А (Витербо)
Локалита Коста Селвађа А је насеље у Италији у округу Витербо, региону Лацио.
Према процени из 2011. у насељу је живело 9 становника. Насеље се налази на надморској висини од 3 м.